# Le Mesnil-Conteville
Le Mesnil-Conteville település Franciaországban, Oise megyében. Lakosainak száma 69 fő (2022. január 1.). Le Mesnil-Conteville Beaudéduit, Catheux, Choqueuse-les-Bénards, Conteville, Le Hamel, Lavacquerie és Sommereux községekkel határos.

## Népesség
A település népességének változása:
| Lakosok száma | 102  | 96   | 93   | 84   | 80   | 77   | 74   | 71   | 69   |
|               | 2013 | 2015 | 2016 | 2017 | 2018 | 2019 | 2020 | 2021 | 2022 |